# Vương Phủ (Tống)
Vương Phủ (王黼) (Năm 1079~năm 1126), tự Thương Minh(將明), quê ở Tường Phù ở Khai Phong (nay là Khai Phong, Hà Nam ) thời Bắc Tống, một nhân vật chính trị cuối thời Bắc Tống, đẹp trai và giỏi nịnh nọt, được mệnh danh là một trong sáu đạo tặc . Tên ban đầu của ông là Vương Phủ(王甫), nhưng do cùng tên với một hoạn quan thời Đông Hán là Vương Phủ(王甫), nên đã đổi tên thành Phủ(黼).

## Cuộc Đời
Vương Phủ sinh vào năm thứ hai của Thần Tông Nguyên Phong (1079).
Vào năm Huy Tông Sùng Ninh thứ hai (1103), ông đỗ tiến sĩ, nhậm chức Ti lý tham quân Tương Châu, hiệu thư lang, phù bảo lang, tả ti gián.
Vào năm Đại Quán đầu tiên (1107), ông bắt đầu việc biên soạn "Bác cổ đồ lục", và hoàn thành vào năm Tuyên Hòa thứ 5 (1123).
Mùa xuân chính nguyệt Tuyên Hòa nguyên niên (1119), lúc đó Vương Phủ nhậm chức thông nghị đại phu, đã được thăng tám cấp liên tiếp và được đặc biệt đề bạt lên làm Thiếu tể (hữu tể tướng) ,kiêm Trung Thư Thị Lang, là người đầu tiên kể từ khi thành lập nhà Tống đạt được thành tích này.
Tháng 12 năm thứ bảy (1125), Hoàn Nhan Cảo, Hoàn Nhan Tông Vọng và Hoàn Nhan Tông Hàn thuộc Nhà Kim xâm lược, Tống Huy Tông không dẹp được nên vội vàng nhường ngôi hoàng đế cho con trai mình là Tống Khâm Tông, và ông bản thân trở thành Thượng Hoàng, và lên kế hoạch chạy trốn khỏi Giang Nam, tiếp tục làm Đạo Quân, thực hành Đạo Giáo. Khi Khâm Tông lên ngôi, Vương Phủ hốt hoảng chạy vào triều để chúc mừng, nhưng triều đình đóng cửa lại và nói rằng hoàng đế đã có chiếu chỉ: “Không được cho ngươi vào”. Sau khi Kim binh tiến vào Biện Lương, Vương Phủ mang theo vợ con và chạy trốn về phía đông.
Vào ngày ba của tháng giêng năm Tĩnh Khang nguyên niên (1126), hoàng đế hạ chỉ giáng chức Vương Phủ làm TIết độ phó sứ của Sùng Tín Quân, tịch biên gia sản và đày đến Vĩnh Châu (nay là Lĩnh Lăng, Hồ Nam). Môn Hạ Thị Lang Ngô Mẫn và Thượng Thư Hữu Thừa Lý Cương yêu cầu giết Vương Phủ, triều đình giao phó cho Hộ Bộ Thượng Thư kiêm Phủ Doãn Phủ Khai Phong Niếp Sơn, Niếp Sơn có mối thù với Vương Phủ, Khâm Tông muốn để Niếp Sơn giết Vương Phủ. Ngày 24, Niếp Sơn cử võ sĩ lẻn đến làng Phụ Cố, thị trấn Vĩnh Phong, cách thành Ủng Khâu 20 dặm về phía nam để giết Vương Phủ, lấy đầu hắn để dâng lên triều đình. Vào tháng 4, hoàng đế lệnh cho gia thuộc của Vương Phủ được phép tự do cư trú, và trả lại tuế khóa điền sản cho phủ Bình Giang khoảng 2.000 thạch.
Hoàng đế Khâm Tông do mới lên ngôi, không tiện thừa nhận rằng mình đã giết thừa tướng, vì vậy ông đã truyền ra ngoài rằng Vương Phúc đã bị giết bởi lũ đạo tặc. Dư luận không cho rằng việc Hoàng đế Khâm Tông xử tử Vương Phúc là sai, mà cho rằng việc hành quyết vội vàng và lừa gạt dân chúng là lạm dụng hình phạt .

## Lời đồn dân gian
Vương Phủ bị đôn là “Công khai nhận hối lộ, mua quan bán chức, thậm chí định giá”, ở kinh thành đồn rằng: “tam bách quan, viết thông phán; ngũ bách sách, trực bí các”  Rồi dùng số tiền khổng lồ để chuộc lại Yến Kinh (nay là Bắc Kinh), sau đó khoác lác với hoàng đế về việc đã lập đại công và được tấn phong thiếu phó. Trần Đông gọi Vương Phủ là một trong Lục Tặc.